# Grégoire XI
Pour les articles homonymes, voir Roger et Pierre Roger.
Pierre Roger de Beaufort, né en 1329 ou en 1331 dans l'actuelle commune de Maumont en Corrèze et mort le 25 ou le 27 mars 1378 à Rome, est le 201e pape du 30 décembre 1370 à sa mort sous le nom de Grégoire XI. Il est à ce jour le dernier pape français.

## Sa vie

### Naissance et jeunesse
Pierre Roger, fils de Marie de Chambon et de Guillaume Roger, comte de Beaufort, neveu du pape Clément VI, naît en 1329, dans une famille de neuf frères et sœurs dont :
- Guillaume III Roger de Beaufort, vicomte de Turenne, époux d'Aliénor de Comminges dont le fils aîné est Raymond de Turenne[2] qui participe aux opérations militaires de Grégoire XI et, par la suite, à partir de 1389, s'oppose militairement à Clément VII et à Benoît XIII ;
- Delphine, épouse de Hugues de la Roche, recteur du Comtat Venaissin et maréchal pontifical ;
- Jean, évêque de Carpentras, archevêque d'Auch, puis archevêque de Narbonne ;
- Roger, fait prisonnier par Jean de Grailly en septembre 1370 et pour la libération duquel Grégoire XI dès son élection intervient de nombreuses fois ;
- Élise (ou Alix ou Hélène), épouse d'Aymar de Poitiers, comte de Valentinois, nommé recteur du Comtat par Grégoire XI[3] ;
- Nicolas, comte de Beaufort, vicomte de La Mothe, seigneur de Saint-Exupéry, Ligny, Savennes, Chambon et Rosiers ;
- Tristan, le Bâtard de Beaufort ;
- Marthe, épouse Guy de La Tour.

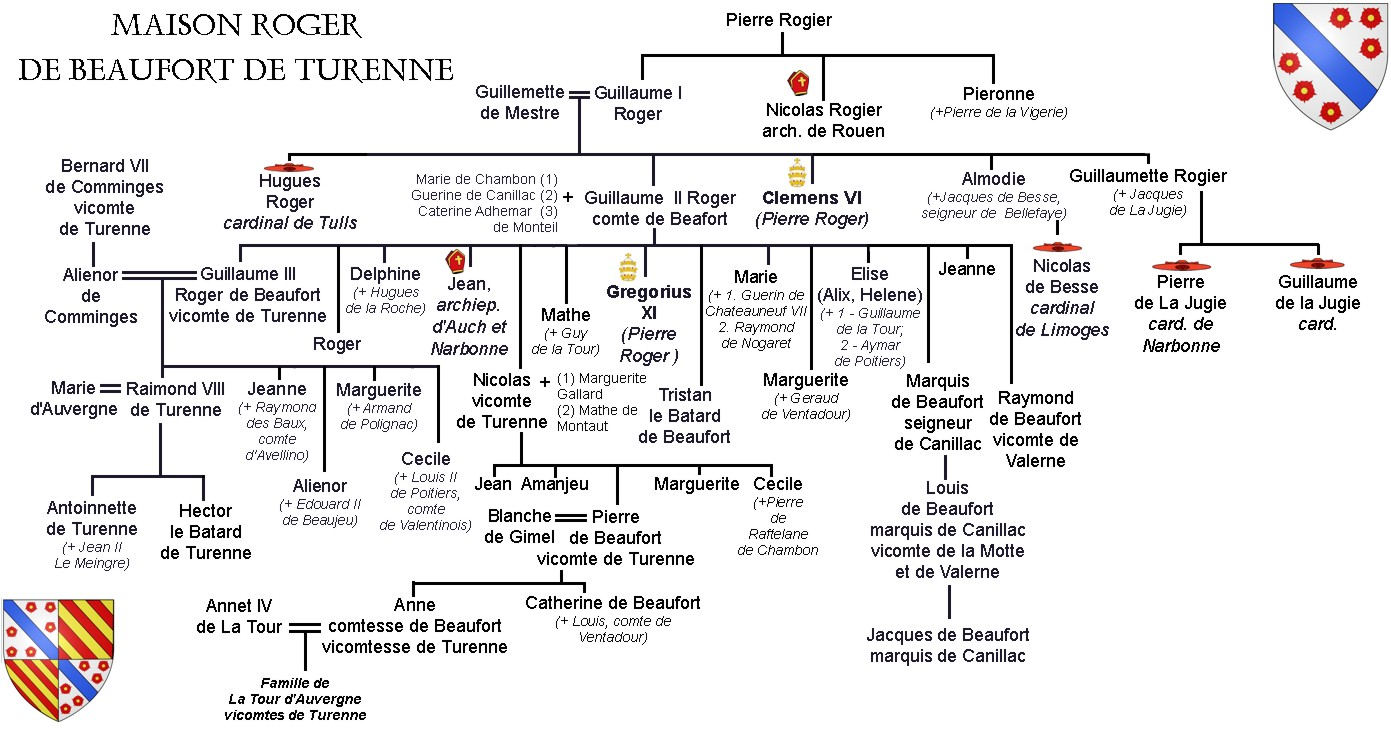

Il accède immédiatement au sommet de la hiérarchie ecclésiastique : à dix-neuf ans, son oncle Clément VI le nomme cardinal le 28 mai 1348. Le jeune homme se rend à Pérouse pour suivre les cours de droit de Pietro Baldo degli Ubaldi. Il devient docteur en droit canonique et théologien, fort habile d’après ses pairs. « Là, il gagna l’estime de tous par son humilité et sa grande pureté de cœur ».
De 1357 à 1364, il est prieur du prieuré Saint-Martin de Mesvres, poste qu'avait occupé son oncle Hugues Roger en 1344.
Le 23 juin 1364, grâce à ses nombreuses relations, il réunit la rançon pour faire libérer Brioude.

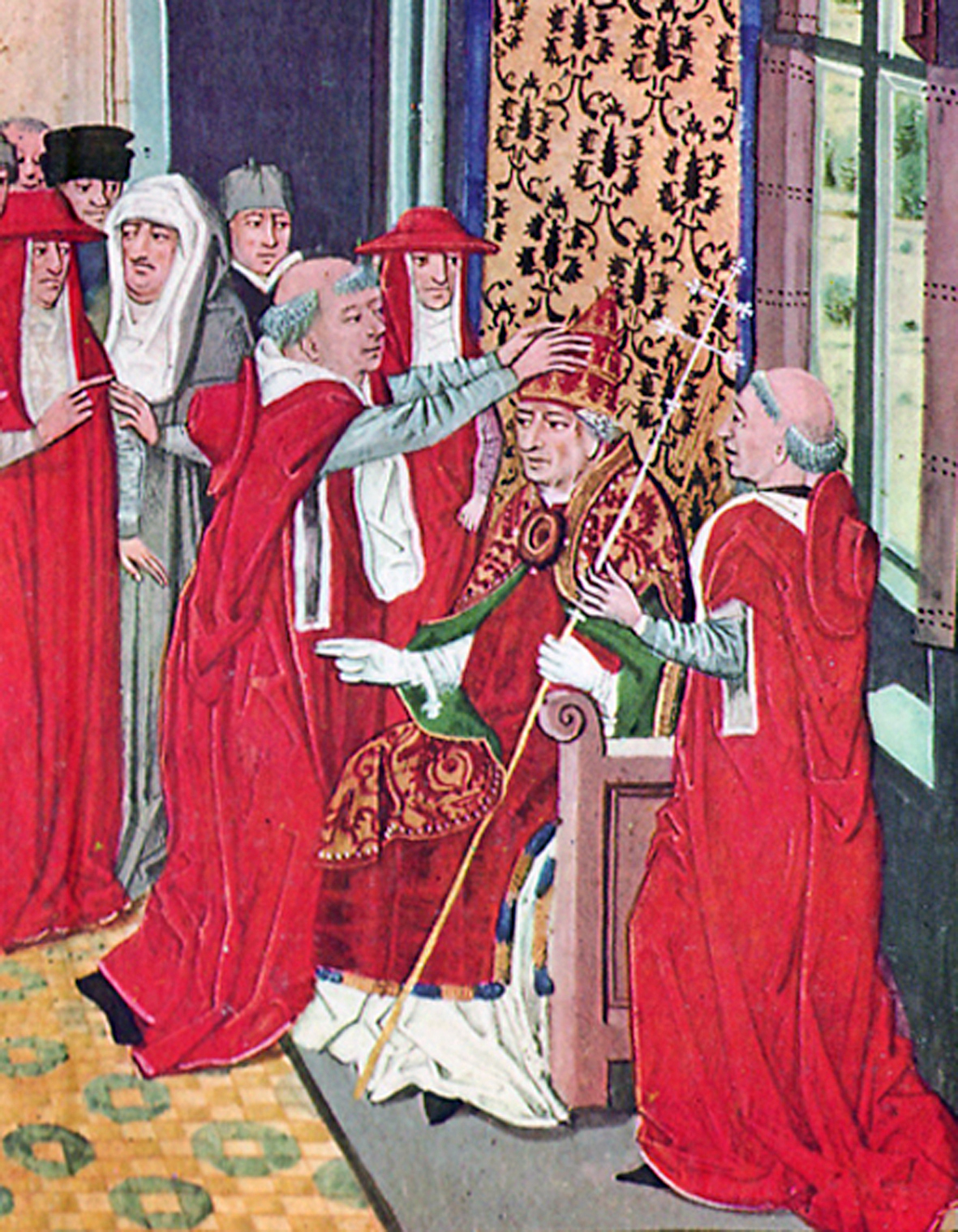
Le cardinal Guy de Boulogne couronnant Grégoire XI.

Cet homme habile et de grandes qualités morales est de faible constitution physique. À la mort d'Urbain V, les cardinaux se réunissent en conclave à Avignon le 29 décembre 1370 et, dès le lendemain matin l'élisent pape à l'unanimité des voix. Il faut l'ordonner prêtre le 4 janvier 1371 pour l'ordonner évêque, et le couronner comme pape, le jour suivant. Il choisit le nom de Grégoire XI.

### Le pape
La méditation l’a habitué à la compagnie des livres, dont il est un amateur éclairé, ce qui le porte à la recherche de manuscrits précieux. C'est aussi un amateur de toutes les manifestations de la culture. Il a un grand talent de diplomate, ce qui lui est d'un grand secours pour les difficiles négociations qu’il doit entreprendre. 
Il poursuit la réforme de l'Église entreprise par ses prédécesseurs. Il apporte tous ses soins à ramener les Hospitaliers dans la discipline et dans l’observation de leurs règles. Il entreprend la réforme intérieure de l'ordre des Dominicains. Devant la recrudescence des hérésies, il relance l'Inquisition et fait poursuivre les pauvres de Lyon (Vaudois), les béguins et les flagellants en Allemagne.
Dès son accession, il tente de réconcilier les rois de France et d’Angleterre, mission vouée à l’échec. Il pacifie la Castille, l’Aragon, la Navarre, la Sicile et Naples. Il déploie également beaucoup d’efforts pour réunir les églises grecque et romaine, pour entreprendre une nouvelle croisade et pour réformer le clergé.

#### Lutte contre les Visconti

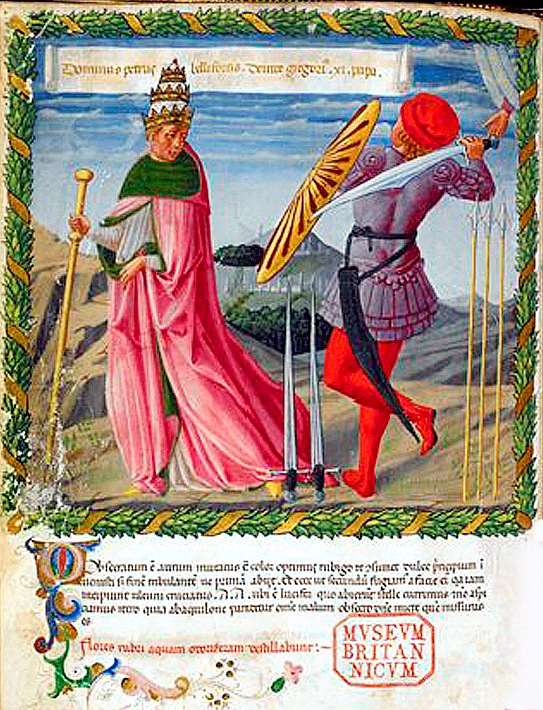
Miniature d'origine italienne et gibeline caricaturant Grégoire XI.

Il accorde rapidement toute son attention aux affaires turbulentes de l’Italie. À la mort du marquis de Montferrat, Jean II Paléologue, à la mi-mars 1372, les Milanais tentent de s’emparer de cette région. Ayant mesuré l’ambition de Bernabo Visconti, ennemi de la papauté, qui s’est emparé, en 1371, de Reggio et d’autres places que détenaient les vassaux du Saint-Siège en Italie du Nord, Grégoire XI forme une ligue.
Elle comprenait plusieurs participants : Othon de Brunswick, Amédée VI de Savoie, son légat Philippe de Cabassolle, John Hawkwood — qui vient d'abandonner les Visconti — et Nicola Spinelli.
Quand Grégoire XI s’aperçoit que tous les moyens diplomatiques ont échoué, il frappe Bernabo d’interdit. Ce dernier contraint les légats qui lui ont apporté la bulle d’excommunication à manger le parchemin sur lequel son excommunication est écrite et les abreuve d’injures et d’insultes.
Grégoire XI lui déclare alors la guerre en 1372. Au début, Bernabo remporte quelques succès ; quand Grégoire XI obtient l’appui de l’empereur, de la reine de Naples et du roi de Hongrie, puis prend à son service (contre 10 000 ducats sonnants et trébuchants) le condottiere anglais John Hawkwood, les armées de la Ligue papale remportent plusieurs succès avec notamment la prise de Verceil. Bernabo penche pour la paix. En subornant certains des conseillers papaux, il obtient même une trêve favorable le 6 juin 1374. Ces victoires dans le Piémont incitent le pape à annoncer en février 1374 son départ prochain pour Rome.

#### Lutte contre Florence

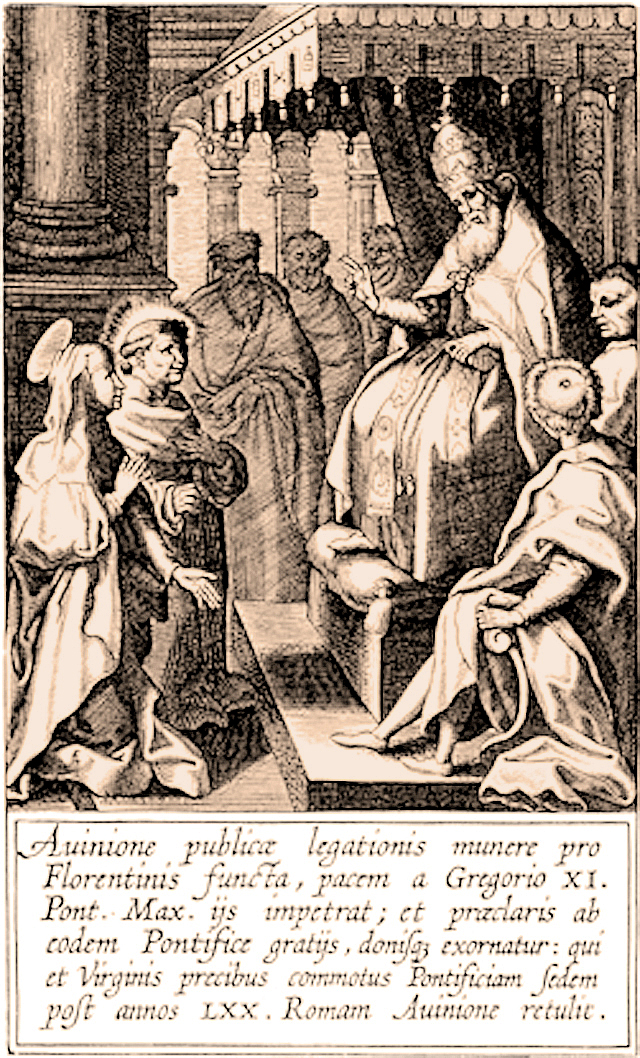
Catherine de Sienne et Raymond de Capoue implorent, à Avignon, Grégoire XI de faire la paix avec Florence.

Les choses auraient pu s’arrêter là. Comme ses prédécesseurs d’Avignon, Grégoire XI commet l’erreur fatale de nommer des Français comme légats et gouverneurs des provinces ecclésiastiques d’Italie. Or, les Français ne sont pas familiers des affaires italiennes et les Italiens les détestent.
La trêve signée le 4 juin 1375 avec Bernabo Visconti pousse Florence à l’action, car elle craint le retour du Saint-Siège à Rome et le relèvement de cette ville à son détriment. Florence exploite avec habileté le mécontentement suscité par l'administration des officiers pontificaux (français ou non), et entraîne le soulèvement des États de l’Église. Les villes et les bourgades des États pontificaux rejoignent peu à peu le parti des Florentins. D'octobre 1375 au mois de mars 1376, l'Église perd ses domaines.
Les Florentins voient ainsi échapper des charges ecclésiastiques qui sont traditionnellement leurs (et de plus, fort lucratives). Craignant que le renforcement de la puissance papale dans la péninsule n’altère leur propre influence en Italie centrale, ils s’allient avec Bernabo, en juillet 1375. Bernabo et les Florentins tentent de faire éclater des insurrections dans le territoire pontifical, spécialement chez ceux (et ils sont nombreux) qui sont exaspérés par l’attitude des légats du Pape en Italie. Ils réussissent si bien qu’en peu de temps le Pape est dépossédé de la totalité de son patrimoine.
Ce mécontentement général est accentué, pour ce qui concerne les États pontificaux, par l’arrêt des préparatifs du retour du pape à Rome. En effet, après la trêve de Bruges du 27 juin 1375, Grégoire XI demande à Venise et à la reine Jeanne d’envoyer, pour son voyage de retour à Rome, des galères dans le port de Marseille pour la période du 25 au 31 juillet 1375. Sous la pression du roi de France Charles V le Sage et dans l’espoir de la signature d'un traité de paix entre la France et l'Angleterre conduit par Édouard III dont il peut mieux suivre l'élaboration à partir d’Avignon, Grégoire XI reporte sa décision.
Florence entre donc en rébellion ouverte, d’où la guerre dite des Huit Saints ainsi dénommée par allusion aux huit chefs que Florence s’était donnés à cette occasion. Le pape réagit avec une vigueur extrême en mettant la ville de Florence au ban de la chrétienté (31 mars 1376), et place Florence sous interdit, excommuniant tous ses habitants. Cette implacable condamnation s’explique par le risque de voir le retour du pape impossible. Outre l’interdit prononcé contre la ville, Grégoire XI invite les monarques européens à expulser de leurs terres les marchands florentins et à confisquer leurs biens.

#### Retour à Rome

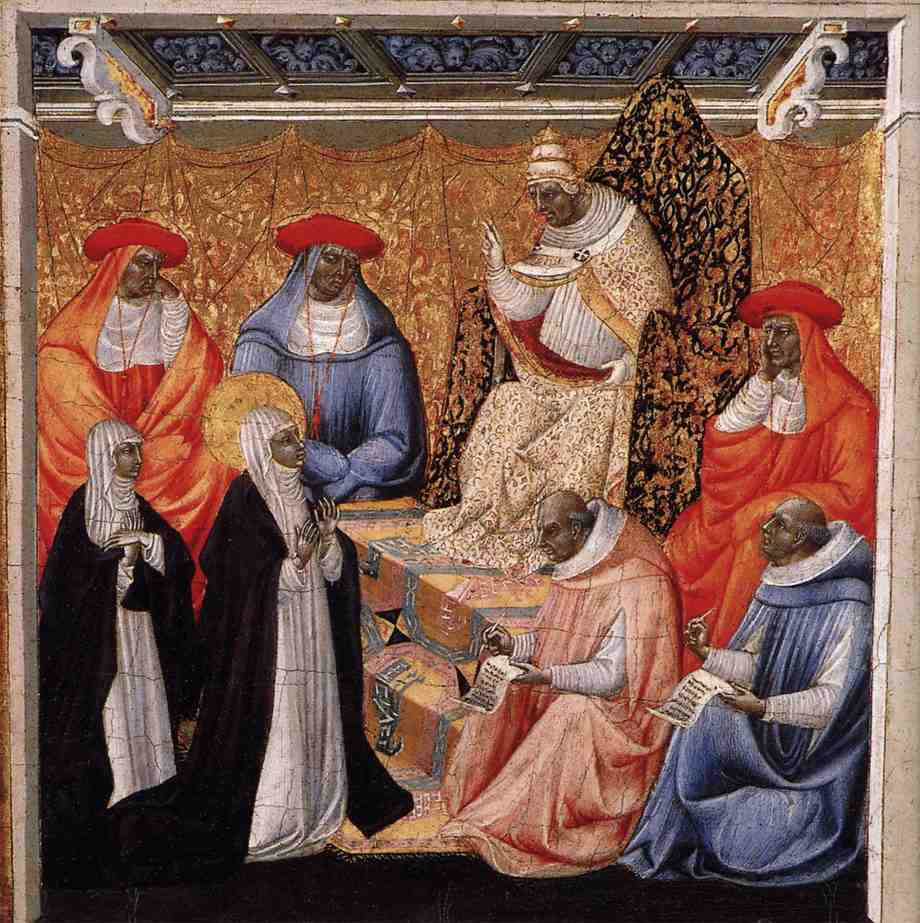
Grégoire XI reçoit Catherine de Sienne à Avignon
Fresque de Giovanni di Paolo.

Pétrarque, mort le 28 juillet 1374, était intervenu à plusieurs reprises pour plaider le retour du pape à Rome. De même, Catherine de Sienne vient à Avignon pour pousser Grégoire XI à ce retour. Le pape reçut d’abord son confesseur, Raymond de Capoue, puis la dominicaine qui arriva le 18 juin 1376. Elle venait tout simplement demander au pape d’organiser une croisade contre les infidèles et de faire la paix avec Florence. Ce qui n'était pas du tout dans les intentions de son interlocuteur.
De plus, Grégoire XI, dès le 9 mai 1372, avait déjà annoncé son intention de rejoindre Rome, volonté qu’il avait à nouveau confirmée lors du consistoire de février 1374. Il demanda simplement à la Siennoise de soutenir cette intention, ce qu’elle fit. Pour la remercier de son aval, il lui accorda, par privilège pontifical, l’octroi d'un autel portatif sur lequel la messe pouvait être célébrée là où elle se trouvait.
Comme le constate l’historien Jacques Chiffoleau, l’influence de Catherine de Sienne a été exagérée, la décision d'abandonner Avignon étant déjà prise depuis longtemps. L’intervention de Catherine de Sienne vient seulement raffermir le pape dans son choix.
Le voyage de retour est bien connu grâce à un fidèle compte rendu établi par Pierre Amiel de Brénac, évêque de Sinigaglia, qui accompagne Grégoire XI durant tout le voyage. Le départ d’Avignon, via le palais des papes de Sorgues, a lieu le 13 septembre 1376 à destination de Marseille pour s’y embarquer le 2 octobre. La flotte pontificale fit de nombreuses escales (Port-Miou, Sanary, Saint-Tropez, Antibes, Nice, Villefranche) pour arriver à Gênes le 18 octobre. Après des arrêts à Porto Fino, Livourne, Piombino, l’arrivée à Corneto a lieu le 6 décembre 1376. Le 13 janvier 1377, il quitta Corneto, débarqua à Ostie le jour suivant, et remonta le Tibre vers le monastère San Paolo. Le 17 janvier 1377, Grégoire XI descend de sa galère amarrée sur les berges du Tibre et pénètre dans Rome entouré des soldats de son neveu Raymond de Turenne et des grands seigneurs provençaux et napolitains.

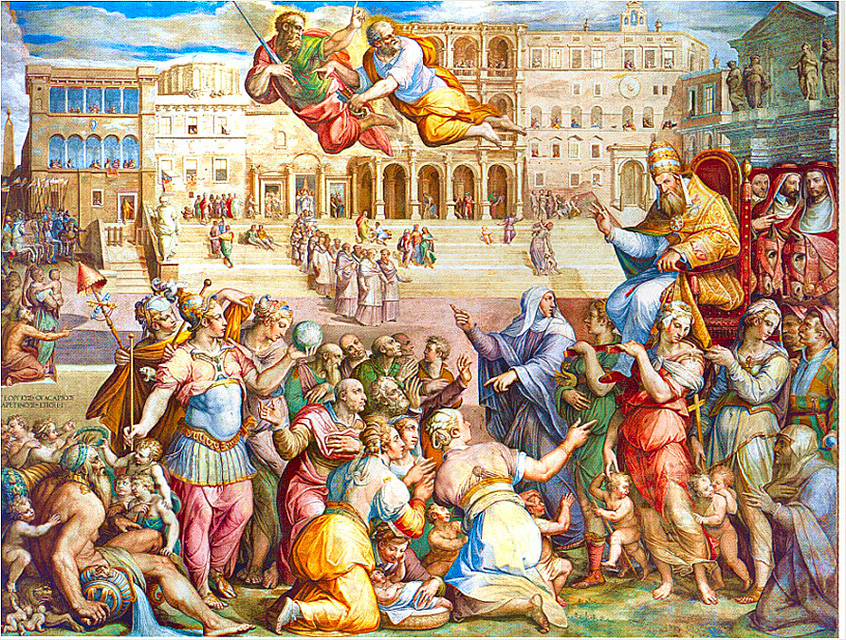
Interprétation par Giorgio Vasari du retour à Rome.
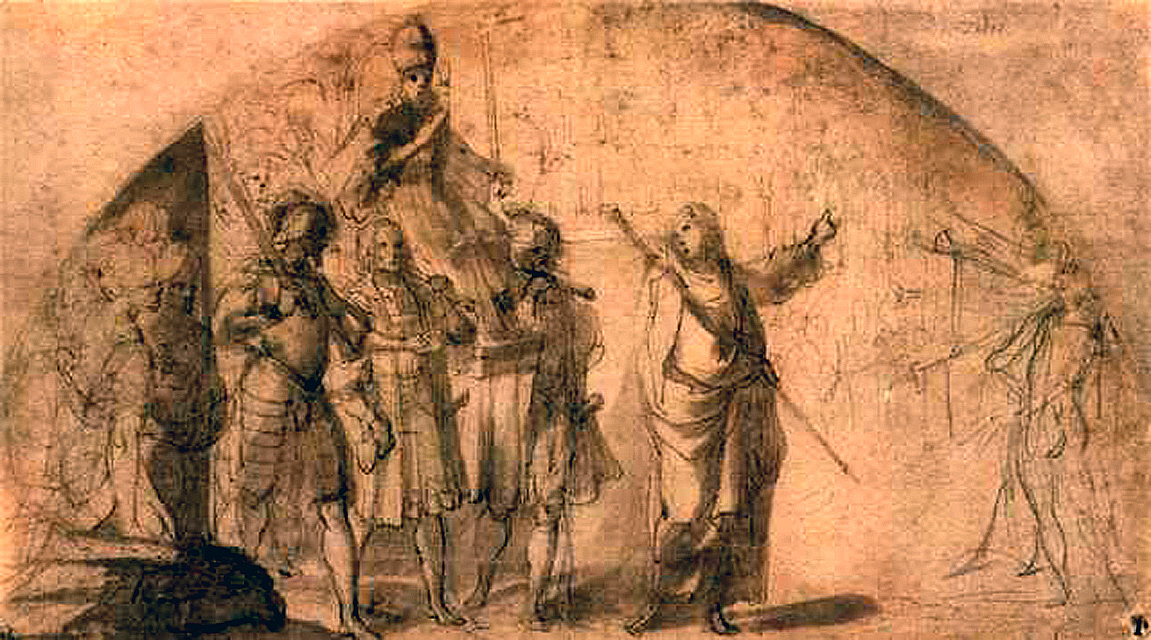
Interprétation par Ventura Salimbeni du retour à Rome.
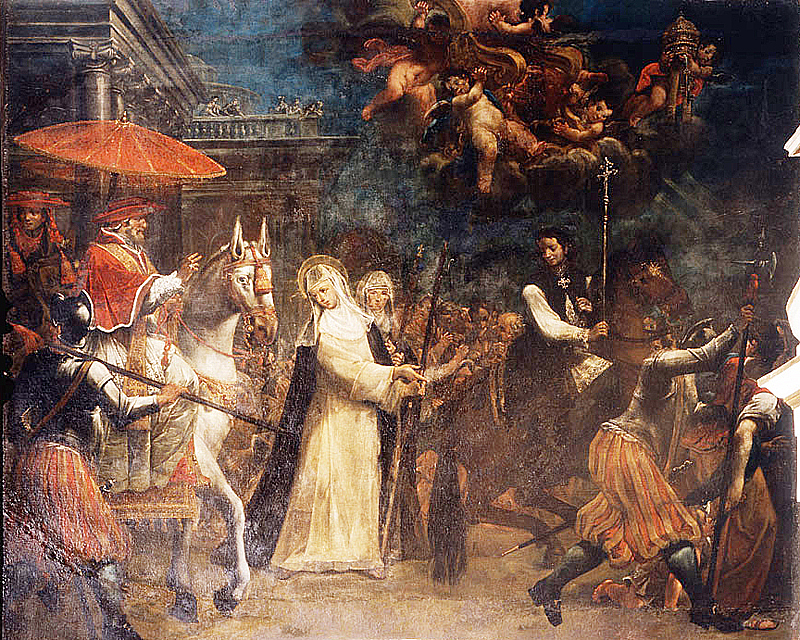
Interprétation par Niccolò Franchini (it) du retour à Rome.

#### Séjour italien et romain

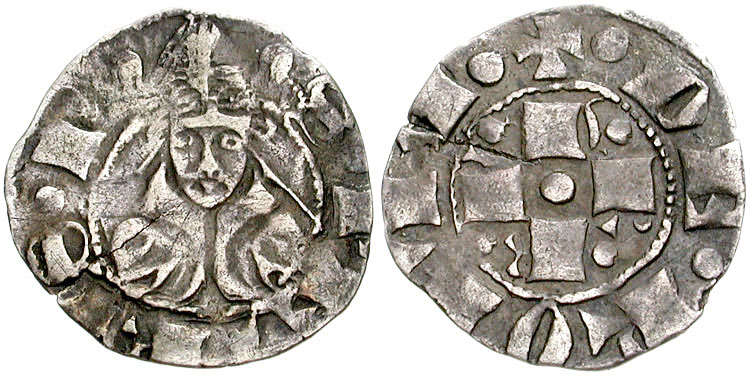
Monnaie de Grégoire XI frappée à Bologne.

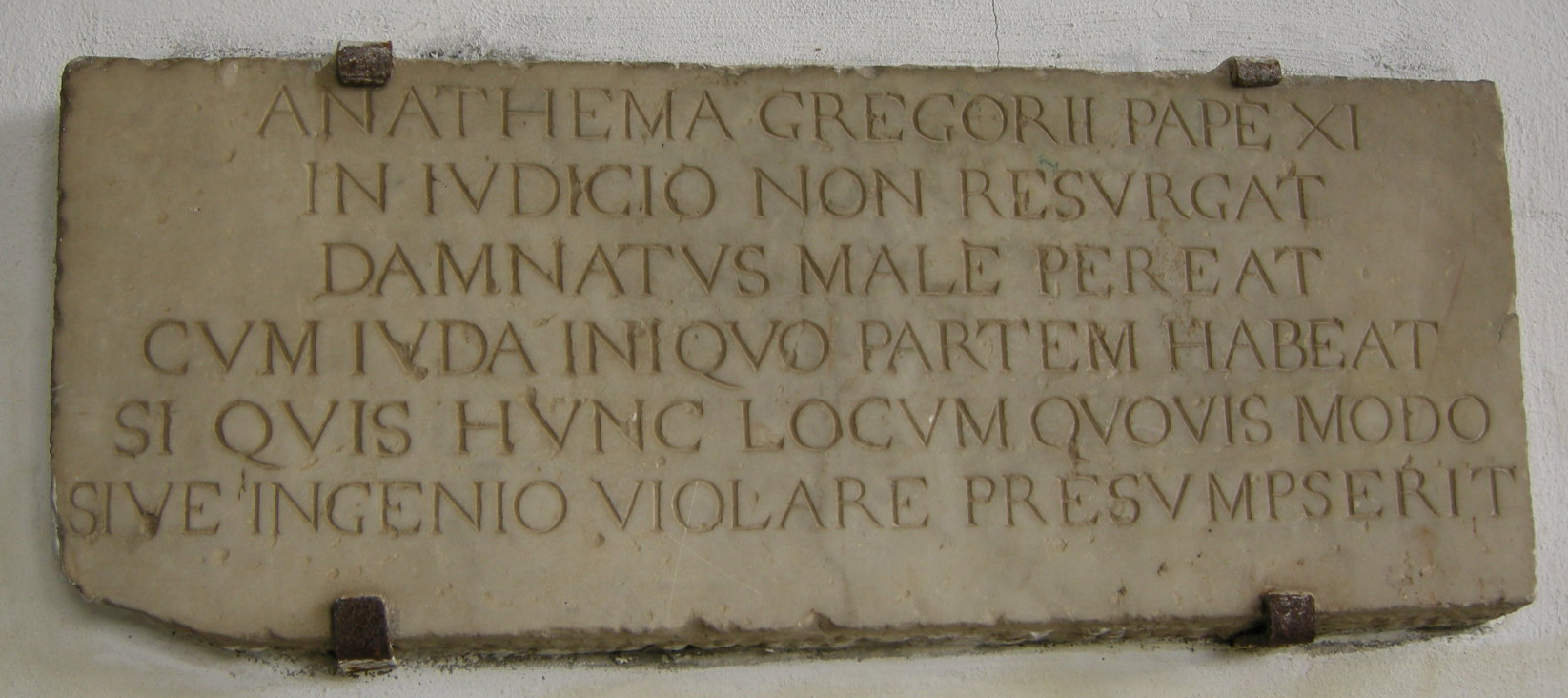
Anathème de Grégoire XI gravé dans sa villa d'Agnani.

Dès son arrivée, il travaille à la soumission définitive de Florence et des États pontificaux. Il doit faire face à la résistance des uns, ainsi qu’à l'indiscipline et les excès des troupes pontificales, comme le massacre de la population de Césène, près de Rimini, où environ 4 000 personnes furent tuées le 1er février 1377 par les compagnies bretonnes commandées par le cardinal Robert de Genève, qui va devenir l’antipape Clément VII, avec l’appui de celles de Hawkwood. 
Les émeutes romaines quasi continues conduisent le pape à se retirer à Anagni vers la fin du mois de mai 1377. La Romagne se soumet, Bologne signe un traité et Florence accepte la médiation de Bernabo Visconti pour aboutir à la paix. Progressivement remis de ses émotions, il revient à Rome le 7 novembre 1377. Se sentant menacé, il envisage de rentrer à Avignon.

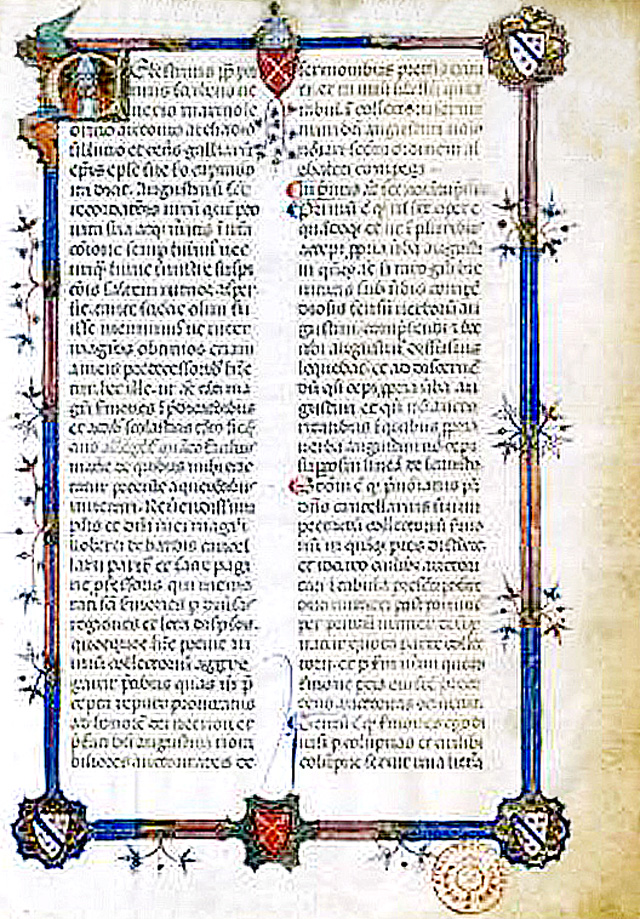
Manuscrit orné aux armes de Grégoire XI.

#### Mort
Un congrès quasiment européen se réunit à Sarzana, en présence des mandataires de Rome et de Florence, des représentants de l'empereur, des rois de France, de Hongrie, d’Espagne et de Naples. Les participants de ce congrès apprennent que le pape est mort dans la nuit du 26 au 27 mars 1378.
Comme son oncle Clément VI, Grégoire XI avait souhaité une sépulture dans l'église de l'abbaye de La Chaise-Dieu.  Les Romains refusèrent de laisser emporter le corps et il fut enterré à Rome. Son monument funéraire se trouve dans le transept droit de la basilique Santa Francesca Romana, connue aussi sous le nom de basilique Santa Maria Nova.
Les clefs de voûte de l'abbaye de La Chaise-Dieu portent les armes de Clément VI aux premières travées et de Grégoire XI aux dernières.
Grégoire XI est le dernier pape français. Instruit et pieux, il a eu une certaine tendance au népotisme.
À sa mort, s'ouvre le grand schisme d'Occident (1378-1417).

## Œuvre apostolique

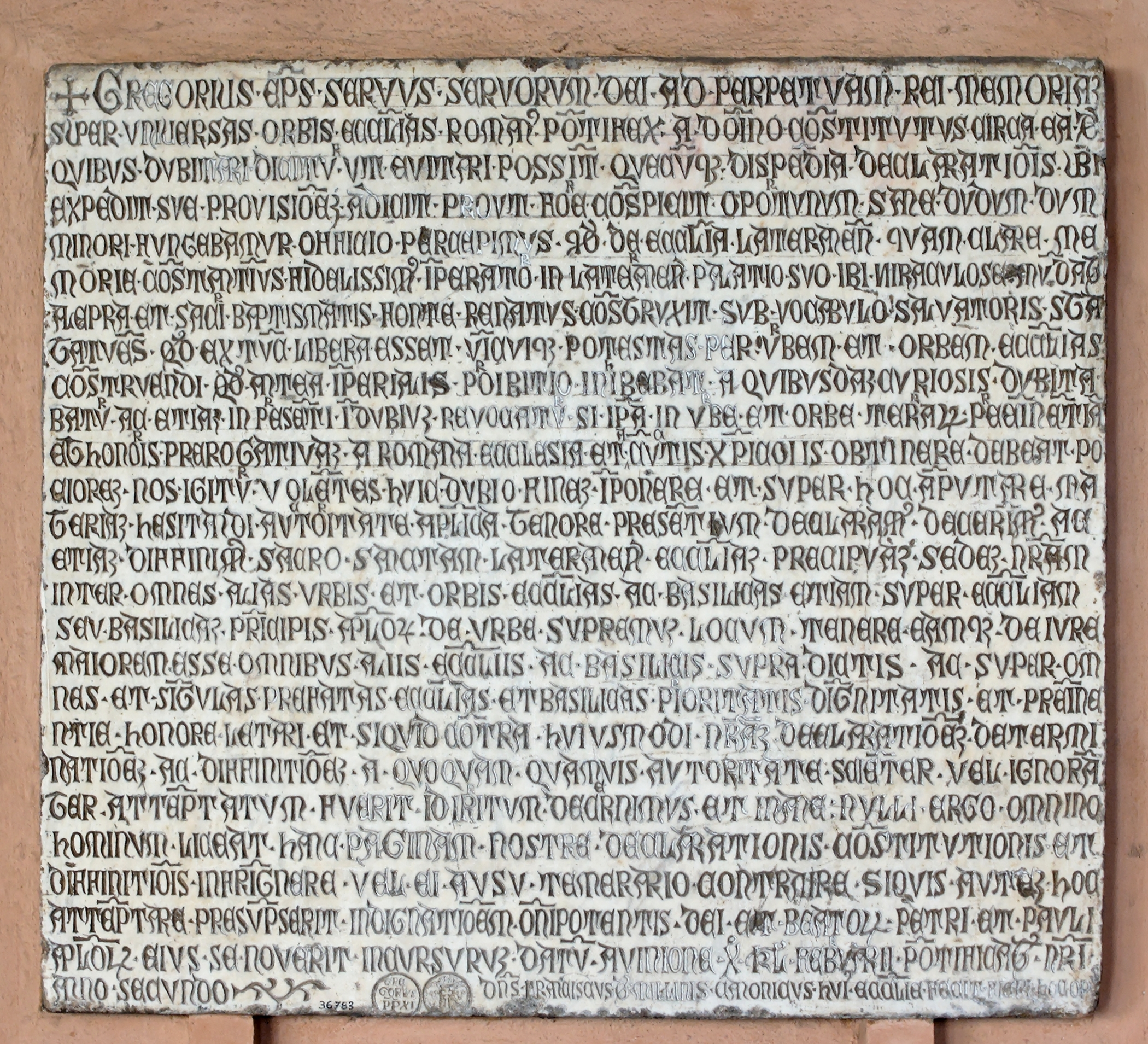
Bulle de Grégoire XI à Saint-Jean de Latran.

- 1371 : sur ordre de Grégoire XI, les inquisiteurs condamnent les propositions de Pierre de Bonageta et Jean de Lalone sur la présence réelle du Christ dans l’Eucharistie ;
- 1372 : constitution de Grégoire XI contre des propositions fatalistes Albert d’Alberstadt (ou d’Halberstadt) en Allemagne ;
- 1372 : Grégoire XI excommunie le mouvement des Turlupins (sobriquet qu’on appliqua à l’époque aux adeptes du Libre-Esprit). Jeanne Daubenton, membre très active des Turlupins, est brûlée vive, à Paris, en place de grève. Les Turlupins étaient les héritiers des adamistes qui prêchaient un dénuement complet, associé à une totale nudité ;
- 1374 : il agrée l’ordre espagnol des ermites de saint Jérôme ;
- 1377 : le 22 mai, il publie cinq bulles condamnant les erreurs de Wyclif.
- s.d. : Vidimus  par Grégoire XI d'une bulle de Grégoire X du 5 avril 1275 portant confirmation des possessions et collation de l'exemption de l'abbaye Saint-Sauveur de Redon, moyennant un cens de trois besants d'or. Publié par Guillaume Mollat (1877-1968), dans  Bulletins régionaux des Annales de Bretagne, tome XXVII, Rennes, 1911-1912.

## Portrait deGrégoireXI

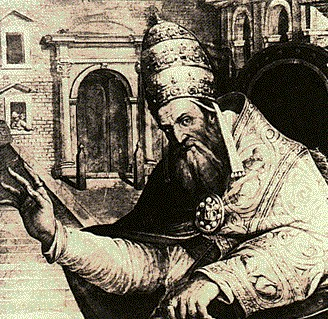
Portrait italien du XVIe siècle.
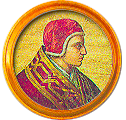
Portrait de la basilique Saint-Paul-hors-les-murs.
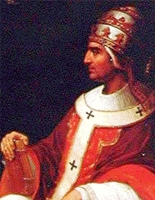
Portrait avignonnais du XIXe siècle par Henry Serrur.
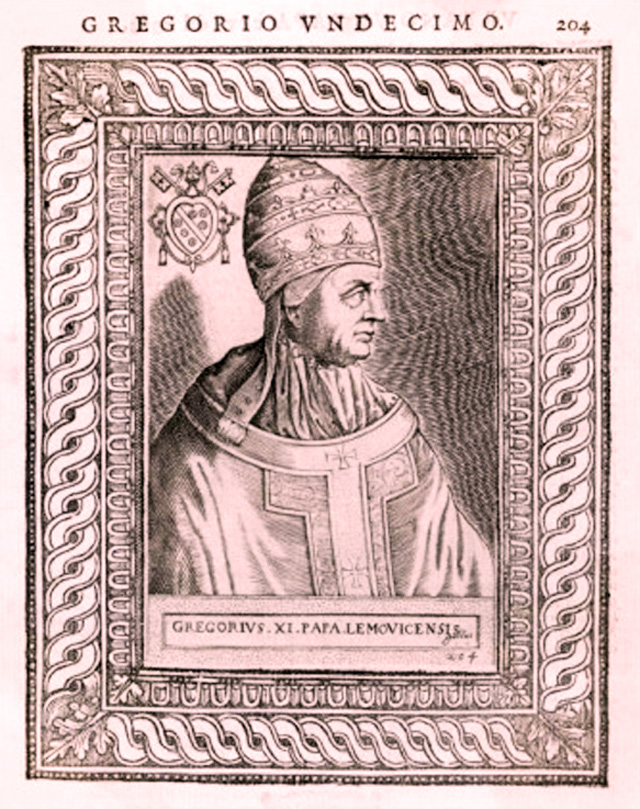
Grégoire XI, gravure de Cavallieri.
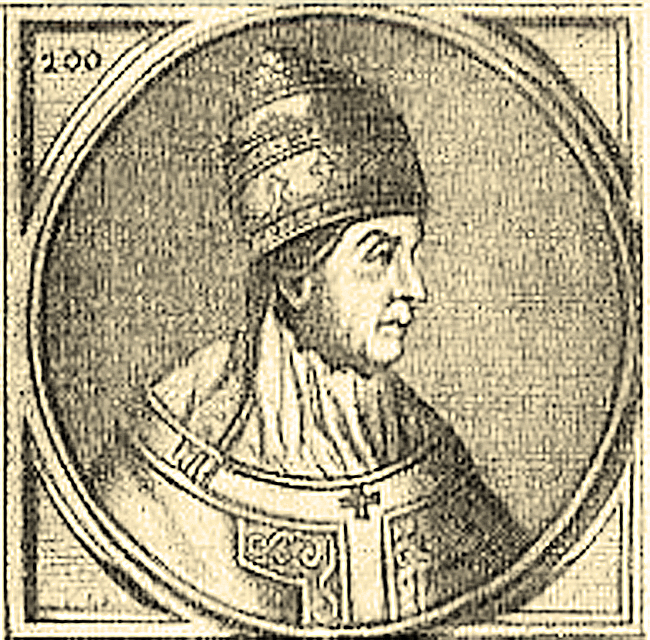
Grégoire XI, gravure du XVIIe siècle.
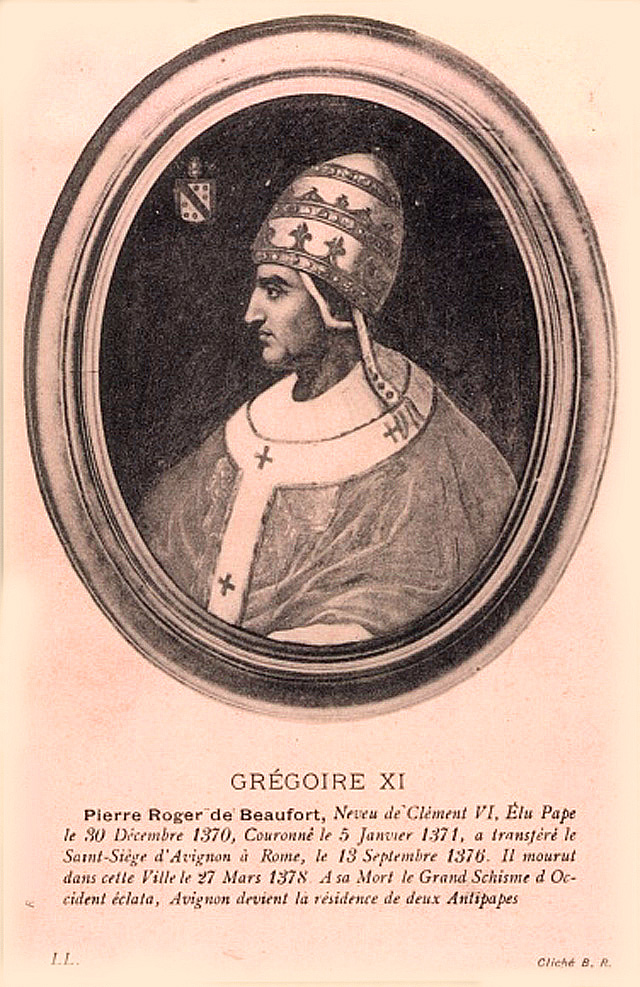
Grégoire XI, gravure du XIXe siècle, imprimée à Avignon.

Le peintre Henri Serrur imagine, entre 1839 et 1840, neuf portraits des papes d'Avignon dont les tableaux se trouvent actuellement exposés dans une salle du palais des papes d'Avignon.
Si celui de Grégoire XI retient l'attention par le port élégant du pape, ce n'en est pas moins un faux historique tout comme son gisant dans le transept droit de la basilique Sainte-Françoise Romaine, à Rome, dont le tombeau a été gravement endommagé lors du sac de la ville, en 1527, par les troupes de Charles Quint. La réfection du visage du pontife avignonnais par Olivieri, en 1585, ne respecte en rien ses traits originels.

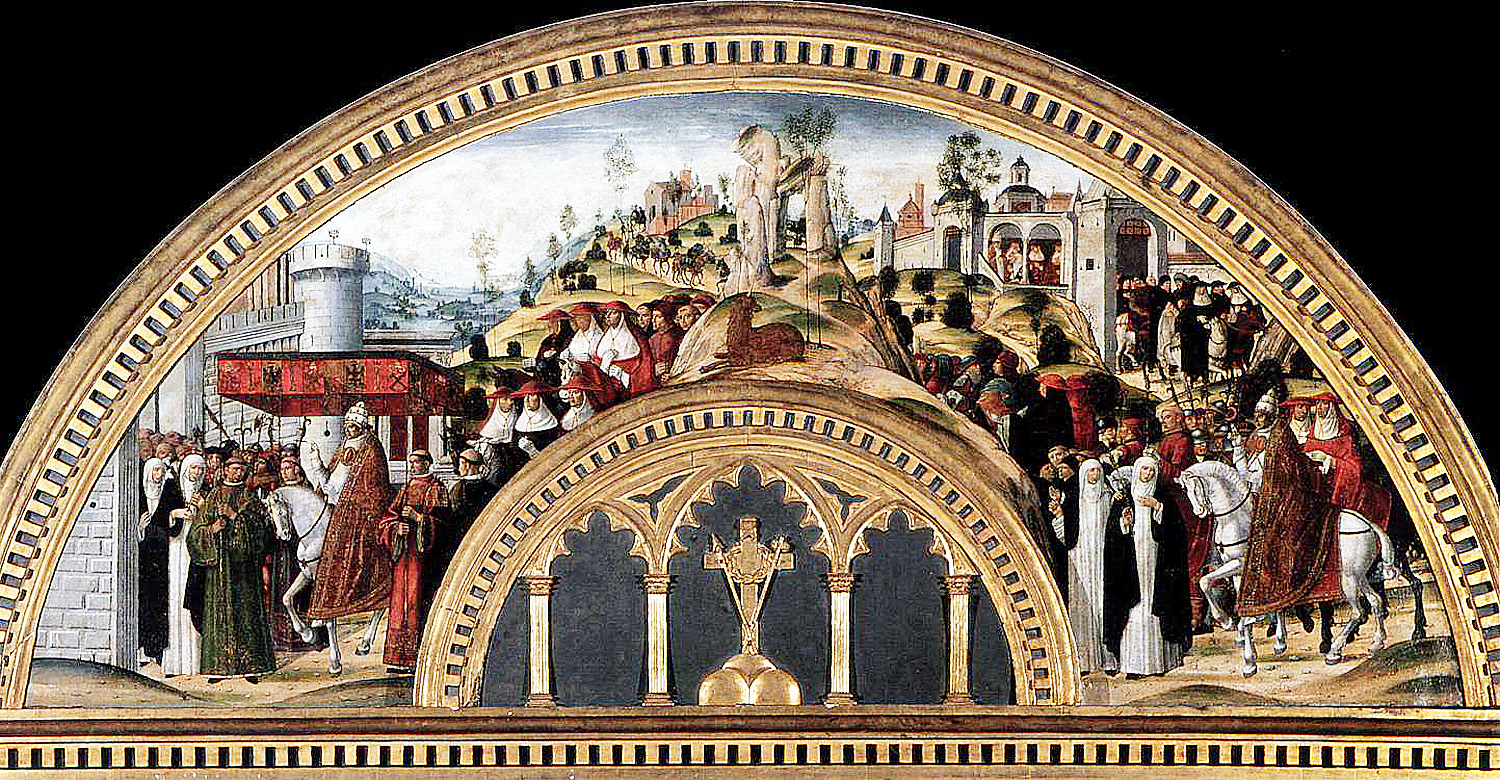
Départ d'Avignon et arrivée à Rome de Grégoire XI, fresque de Girolamo di Benvenuto à l’Ospedale Santa Maria della Scala à Sienne.

Il existe pourtant, en Italie, parmi les fresques et tableaux représentant le retour de la papauté à Rome, une œuvre sans doute très proche de la réalité historique. C'est la fresque de Girolamo di Benvenuto, peinte sur l'arc triomphant de l'Ospedale Santa Maria della Scala à Sienne.
La seule contre-vérité historique est la présence au départ d'Avignon et à l'arrivée à Rome de Catherine de Sienne, qui n'assista à aucun de ses deux évènements. C'est une constante, en Italie, de faire parrainer le retour de la papauté par la dominicaine.

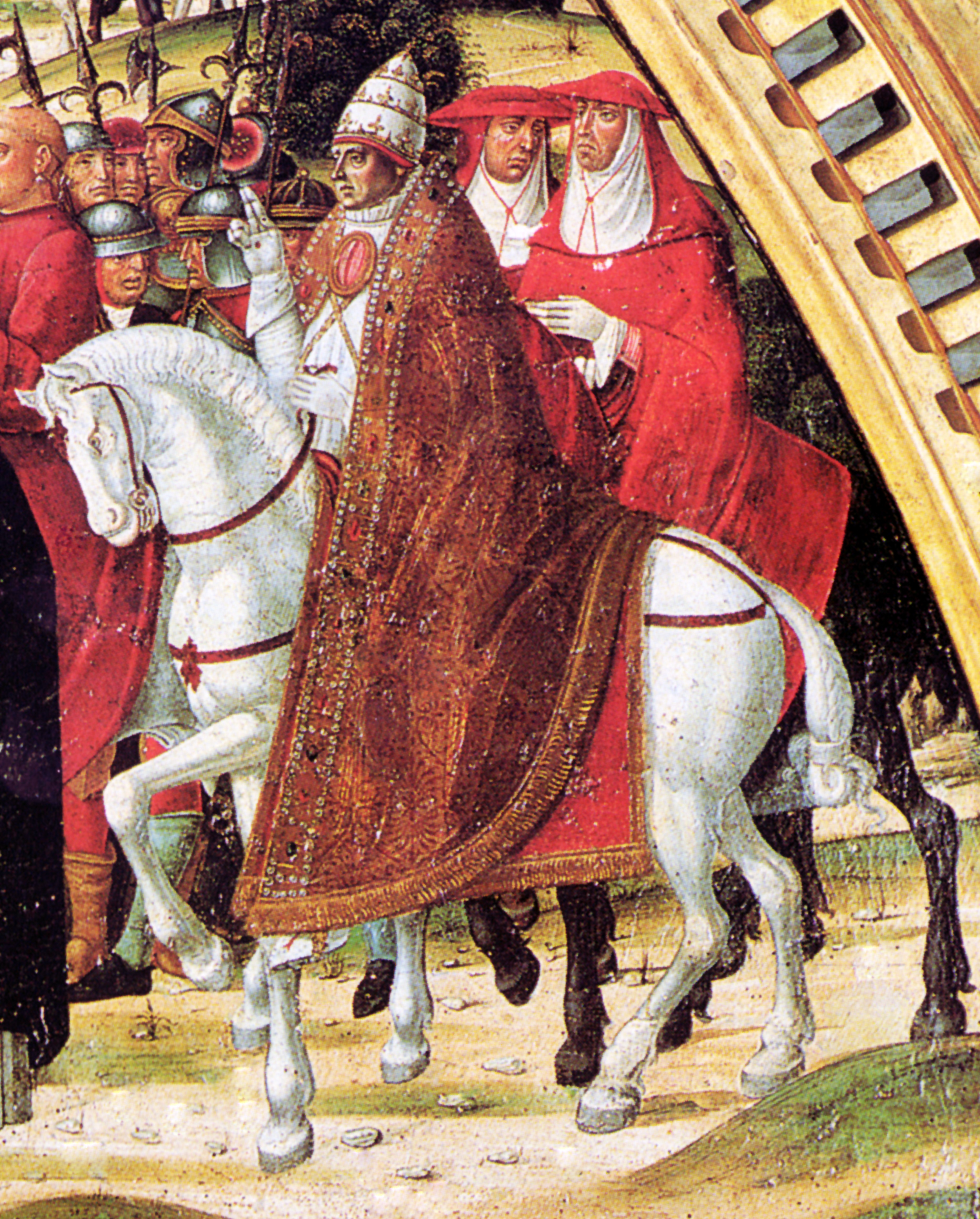
Départ de Grégoire XI vers Rome. Détail de la fresque de Girolamo di Benvenuto.
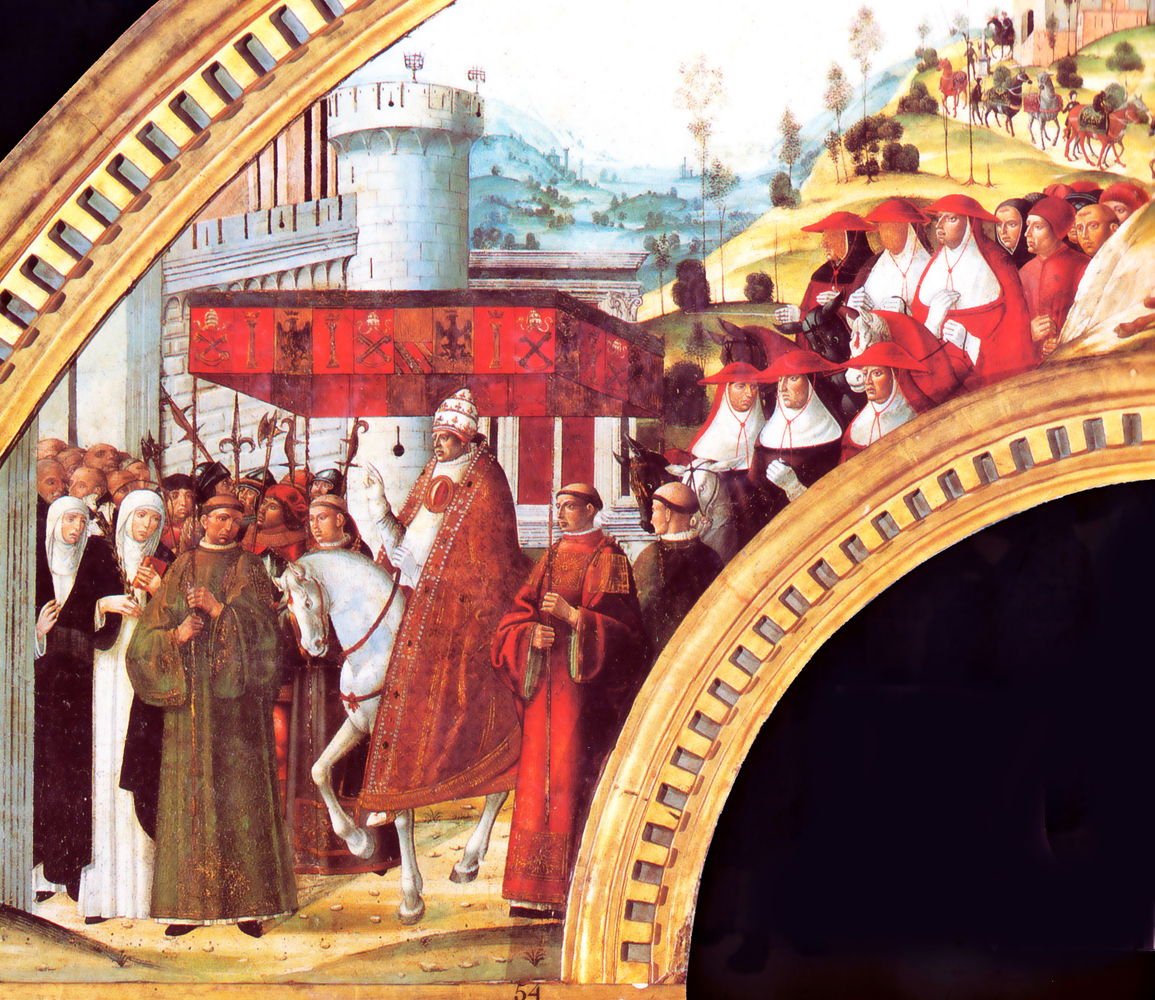
Arrivée de Grégoire XI à Rome. Fresque de Girolamo di Benvenuto.
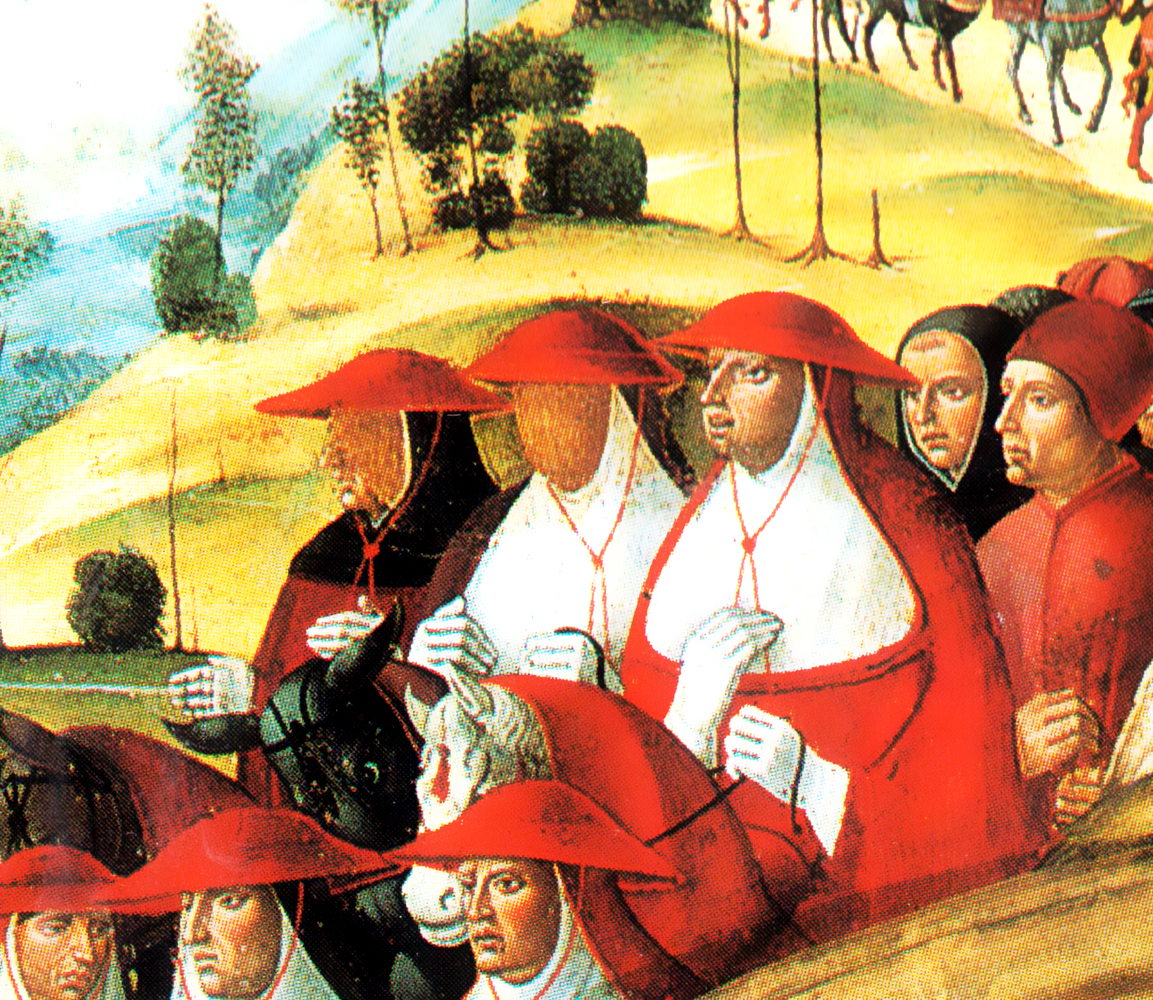
Pierre de Genève et Pedro La Luna, visages effacés.
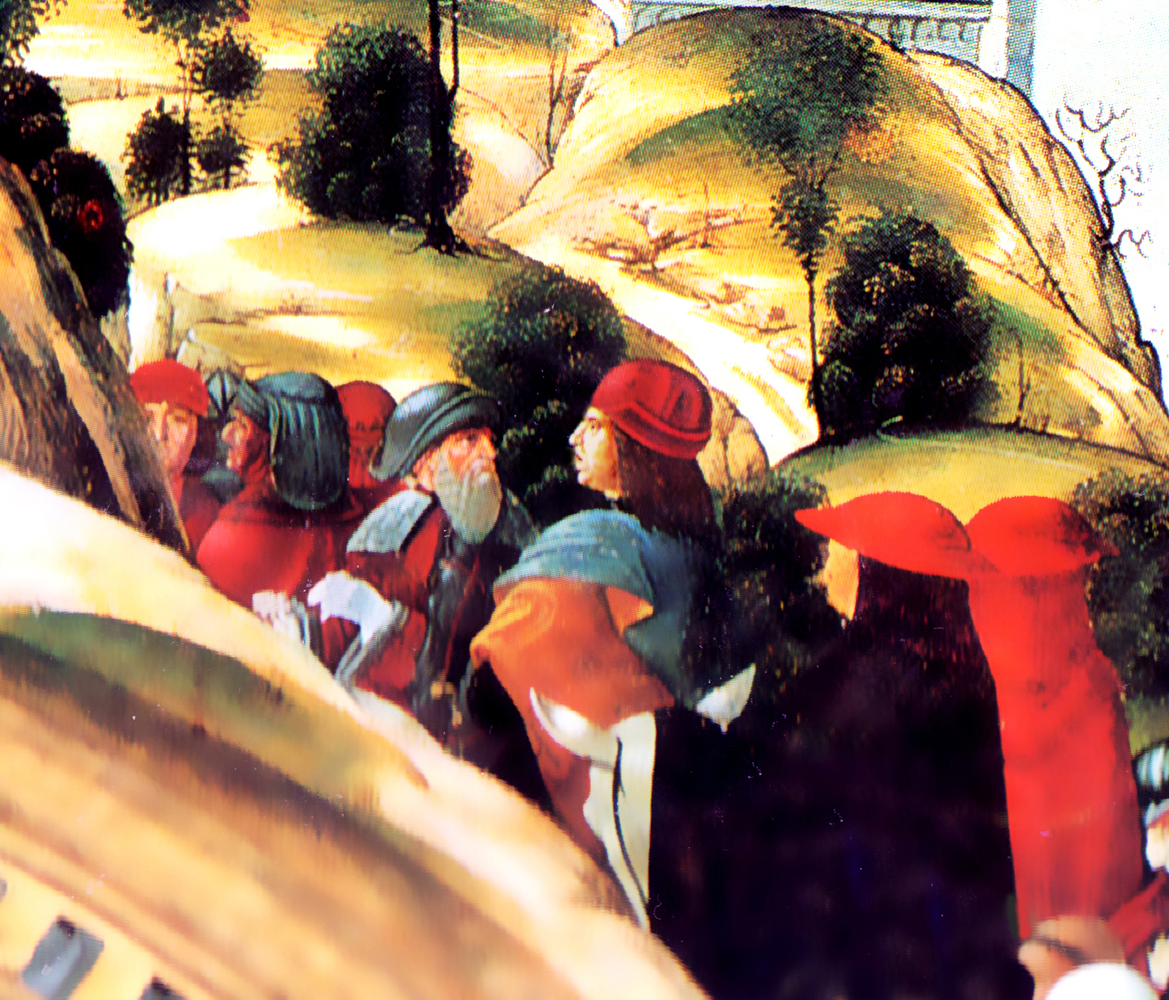
Juan Fernandez de Heredia et Raymond de Turenne suivi par un cardinal au visage effacé.

Fait plus important, sur la partie gauche de la fresque, au-dessus du dai pontifical, la seconde rangée des cardinaux présente une particularité insigne. Sur les trois représentés, deux ont leur visage rendu méconnaissable par une couche d'enduit. Il ne s'agit en rien d'un hasard, puisque l'un de ceux-ci, portant camail et robe noires, se retrouve traité de la même façon sur le volet droit de la fresque. De plus c'est le seul cas de caviardage observable sur celle-ci.
Ce sont les portraits, fort identifiables, des cardinaux Pierre de Genève et Pedro La Luna, futurs papes avignonnais du Grand Schisme, qui ont subi un tel traitement. Un siècle après le retour de la papauté à Rome, le peintre semble avoir travaillé d'après des cartons d'époque, ce qui permet de considérer que le portrait de Grégoire XI, qui se retrouve à l'identique sur les deux côtés d'arc triomphant, reproduit sa vraie figure.

## À la même époque
- 1369 : le corps de Thomas d'Aquin est transféré dans l’église des Jacobins à Toulouse.
- 1370 : année probable de la naissance de Jan Hus (à Husinec, en Bohême). Ce grand réformateur religieux tchèque mourra brûlé vif en 1415.